# Aminta (mitologia)
Nella mitologia greca, Aminta era il nome di uno dei pastori dell'antica Grecia, autore di un famoso furto.

## Nella mitologia
Sileno, il più famoso dei Sileni, strani esseri dotati di poteri, era un semplice pastore.
Quando Sileno, stanco della caccia, si mise a dormire profondamente, Aminta partecipò al furto della sua zampogna insieme ad altri pastori.